# Humbert Boüessé
Pour les articles homonymes, voir Boüessé.
Humbert Boüessé (1901-1975) est un théologien dominicain français, ancien élève d'Emmanuel Suhard (futur cardinal) au Grand Séminaire de Laval. Le R.P. Boüessé appartenait à la province dominicaine de Lyon.

## Biographie
Né le 31 janvier 1901 à Montsûrs (Mayenne), René Boüessé est mort le 7 juin 1975 à Lyon. Il a pris l'habit dominicain pour la Province de Lyon le 4 octobre 1924 à Angers, puis fait profession simple sous le nom d'Humbert le 5 octobre 1925 à Angers et enfin profession solennelle le 5 octobre 1928 à Ryckholt (Pays-Bas). Il a été ordonné prêtre le 18 novembre 1928 à Liège (Belgique).
En avril 1961, le père Humbert Bouëssé organise un colloque intitulé Problèmes actuels de christologie, ouvert par une communication de Karl Rahner et publié en 1965 sous ce titre par les éditions Desclée de Brouwer.

## Choix bibliographique
- La Causalité efficiente instrumentale de l'humanité du christ et des sacrements chrétiens, RT 1934
- Théologie et sacerdoce, Collège théologique dominicain de Chambéry-Leysse
- Être Fort, Le Puy, 1947, 101 p.
- Un seul chef, Jésus-Christ, chef de l'univers et Tête des Saints, Gabalda, Paris, 1950, 251 p.
- Le Sauveur du monde (trois tomes parus, 1, 2 et 4, sur les sept prévus) :
  - 1. La Place du Christ dans le plan de Dieu. Essai spéculatif, suivi d'une Étude critique sur la pensée scotiste et la pensée patristique en collaboration avec le R.P. F.M. Lemoine, O.P. Collège théologique dominicain, Chambéry Leysse, 1951, 317 p.
  - 2. Le mystère de l'Incarnaton. De la convenance de l'incarnation ou de la sagesse divine, le mystère de l'incarnation, en son essence et en ses modalités, de l'union en ses modalités, de la science du Christ, les infirmités coassumées, dans ses conséquences, les conséquences de l'union face à Dieu, le Père face au Christ, le moi du Christ, Collège théologique dominicain, Chambery Leysse, 1953, 838 p.
  - 4. L'économie sacramentaire. Collège théologique dominicain, Chambéry Leysse, 1951, 446 p.
- Problèmes actuels de christologie (avec J. J. Latour)
- Le Sacerdoce chrétien, Desclée De Brouwer - 1957
- Biographie du cardinal Suhard, ouvrage inédit du fait de la mort de l'auteur. Certains éléments se trouvent dans les archives françaises de la compagnie de Jésus, fonds Jean Villain.